# 제임스 울프
제임스 울프(James Wolfe, 1727년 1월 2일 - 1759년 9월 13일)는 영국 육군의 군인이다. 캐나다에서 프랑스군에 승리하여, 그곳에서 영국의 지배권 확립에 공헌한 것으로 알려져 있다.

## 생애

### 초기
울프는 1727년 1월 2일(신력, 또는 구력 1726년 12월 22일) 영국, 켄트의 웨스터햄에서 아일랜드계 참전군인인 에드워드 울프 대령과 헨리에타 톰프슨 부부의 두 아들 중 장남으로 태어났다. 그의 외삼촌은 에드워드 톰프슨으로 저명한 정치인이었다. 그의 평범한 출신성분은 당시 많은 귀족들과 젠트리들이 대세였던 군간부들 중에서도 두르러진 것이었다. 1738년경에 집안이 런던 근교의 그리니치로 이사했다. 14세에 아버지의 제1해병 연대에 입대한 후 육군에서도 군 경력을 쌓았다.
2년 후, 오스트리아 왕위 계승 전쟁(1740년 - 1748년)이 발발했다. 울프는 질병 탓에 전쟁 초기에는 연대에 동행해 유럽에 출정하는 못했지만, 영국 육군 보병연대인 제 12 보병연대로 전속되어 몇 달 후 플랑드르로 출항했다. 울프는 소위로 승진하여, 대대 부관을 지냈다. 1743년에 울프는 데팅겐 전투에 참가해 거기에서의 활약으로 컴벌랜드 공작 윌리엄 오거스터스의 눈에 들게 되었다. 이듬해 울프는 제 45 보병연대의 대장이 되었다.

### 자코바이트 반란

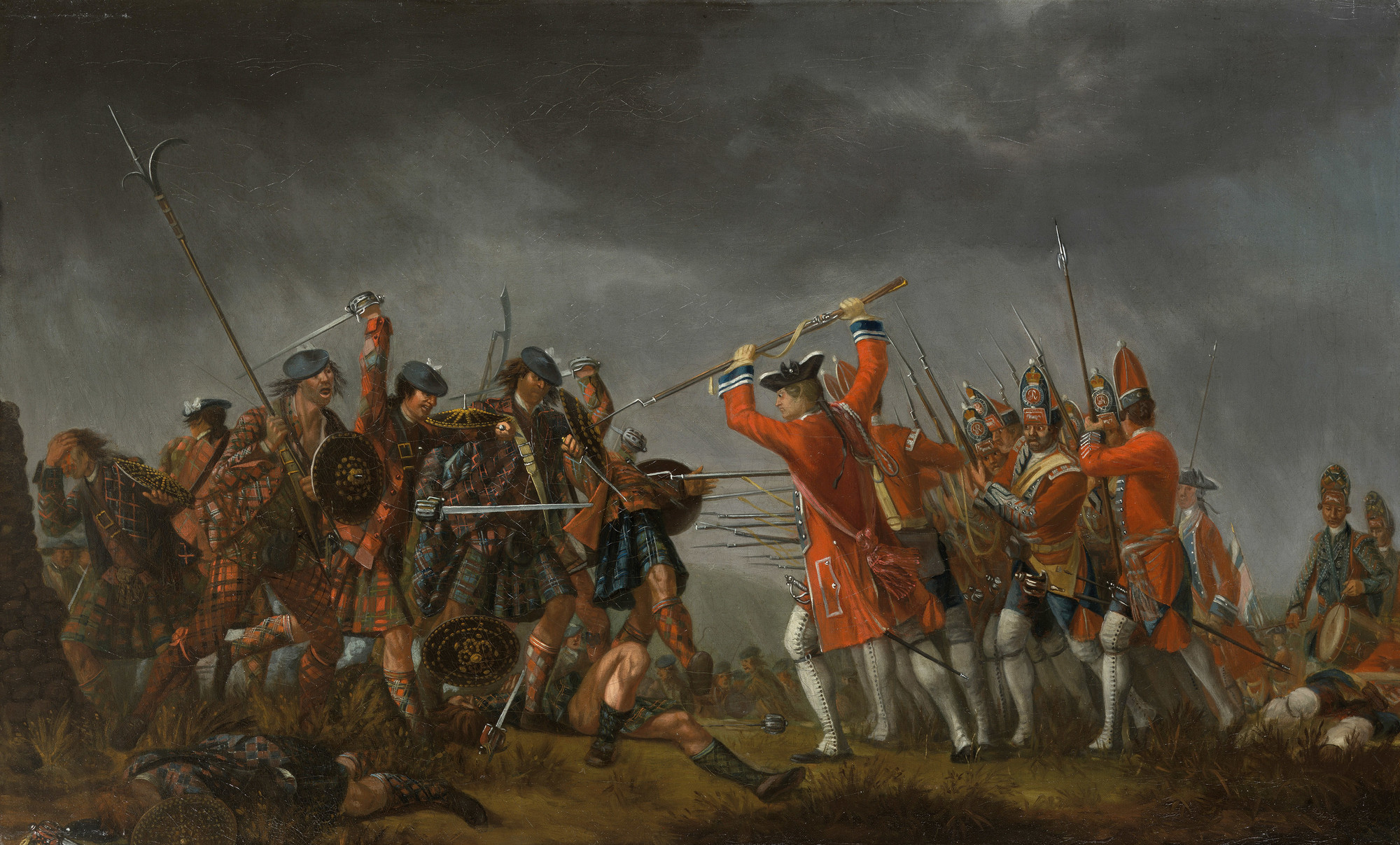
울프는 자코바이트의 반란이 일어나는 동안 복무를 하고 있었으며, 결정적인 컬로든 전투에서 싸웠다.

1745년 울프의 연대는 영국에 소환되어 자코바이트의 반란을 진압했다. 울프는 1746년에 스코틀랜드에 가서 헨리 하울리 장군의 휘하에서 부관을 맡았다. 찰스 에드워드 스튜어트가 이끄는 자코바이트 세력의 진압 작전에 참가하여, 폴커크 전투와 컬로든 전투에 참전했다. 컬로든 전투에서 울프는 “명령에 따르는 것보다는 명예를 중시”해야 한다고 말하면서 부상당한 스코틀랜드 하이랜더의 병력을 사살하라는 컴벌랜드 공작의 명령에 불복종했다. 이 행위는 이후 울프가 북미에서 이끌게 되는 로얄 하이랜드 푸실리어스 연대의 성망을 높이는 요인이 되기도 했다.

### 대륙 귀환
1747년 1월 울프는 독일로 돌아가 존 모던트 장군의 지휘 하에 오스트리아 왕위 계승 전쟁의 전선에 복귀했다. 프랑스군은 컴벌랜드 공작의 영국 부대의 부재를 잘 이용했고, 브뤼셀 점령을 포함하여 오스트리아령 네덜란드를 향해 진군했다. 
1747년 프랑스군의 주요 목표는 네덜란드 공화국으로 통하는 관문으로 여겨지는 마스트리흐트를 점령하는 것이었다. 울프는 컴벌랜드 공작군의 일부였고, 그래서 프랑스군이 도시로 진군하는 것을 모리스 드 삭스 휘하에서 막아야 했다. 7월 2일 울프는 라우펠트 전투에 참가했으며, 매우 심하게 부상을 당했다. 이 전투의 공적으로 울프는 표창을 받았다. 라우펠트 전투는 숫자로 따진다면 울프가 참가했던 가장 대규모의 전투였으며, 두 군대를 모두 합쳐 14만명에 이르는 숫자였다. 라우펠트에서 가까스로 승리를 거둔 프랑스군은 마스트리흐트를 점령하고, 베르헌옵좀에서 가장 중요한 요새를 확보했다. 양측은 추가적인 공방을 벌였지만, 휴전으로 전투는 중단되었다.
1748년 21세에 이미 7개의 작전에 참가한 울프는 전쟁을 종결시킨 아헨 조약에 따라 영국으로 귀환했다. 조약에 따라 영국과 프랑스는 함락한 모든 영토를 반환하고, 오스트리아령 네덜란드는 오스트리아의 지배 하에 귀속되었다.

## 평화기 복무(1748–1756)

### 스코틀랜드 수비대
울프는 다시 스코틀랜드에서 수비대에 참가하여 1년 후에 제20 보병연대 소령이 되었고, 스털링에 주둔했다. 1750년 울프는 22세에 중령으로 승진했다. 울프는 8년간 스코틀랜드 연대에 재학하고 군사에 관한 여러 논문을 저술하고 자주의 파리에 출장 결과 프랑스에도 능숙했다.

## 7년 전쟁
1756년, 영국과 프랑스 사이에 명백한 적대감이 타올랐고, 울프는 대령으로 진급했다. 그는 캔터베리에 주둔하고 있었는데, 그곳에서 그의 연대는 고향인 켄트주를 프랑스의 침공으로부터 지키는 임무를 맡고 있었다.
1757년, 울프는 프랑스령의 대서양 연안의 군항 로슈포르 공략 작전에 참가했다. 이 작전은 실패로 끝났지만 울프는 눈부신 활약을 벌였고, 국무 장관인 윌리엄 피트의 눈에 띄게 되었다. 피트는 이 전쟁에서 북미 지역 최대의 전과를 얻어야 한다고 생각하고 있었다.

### 퀘벡

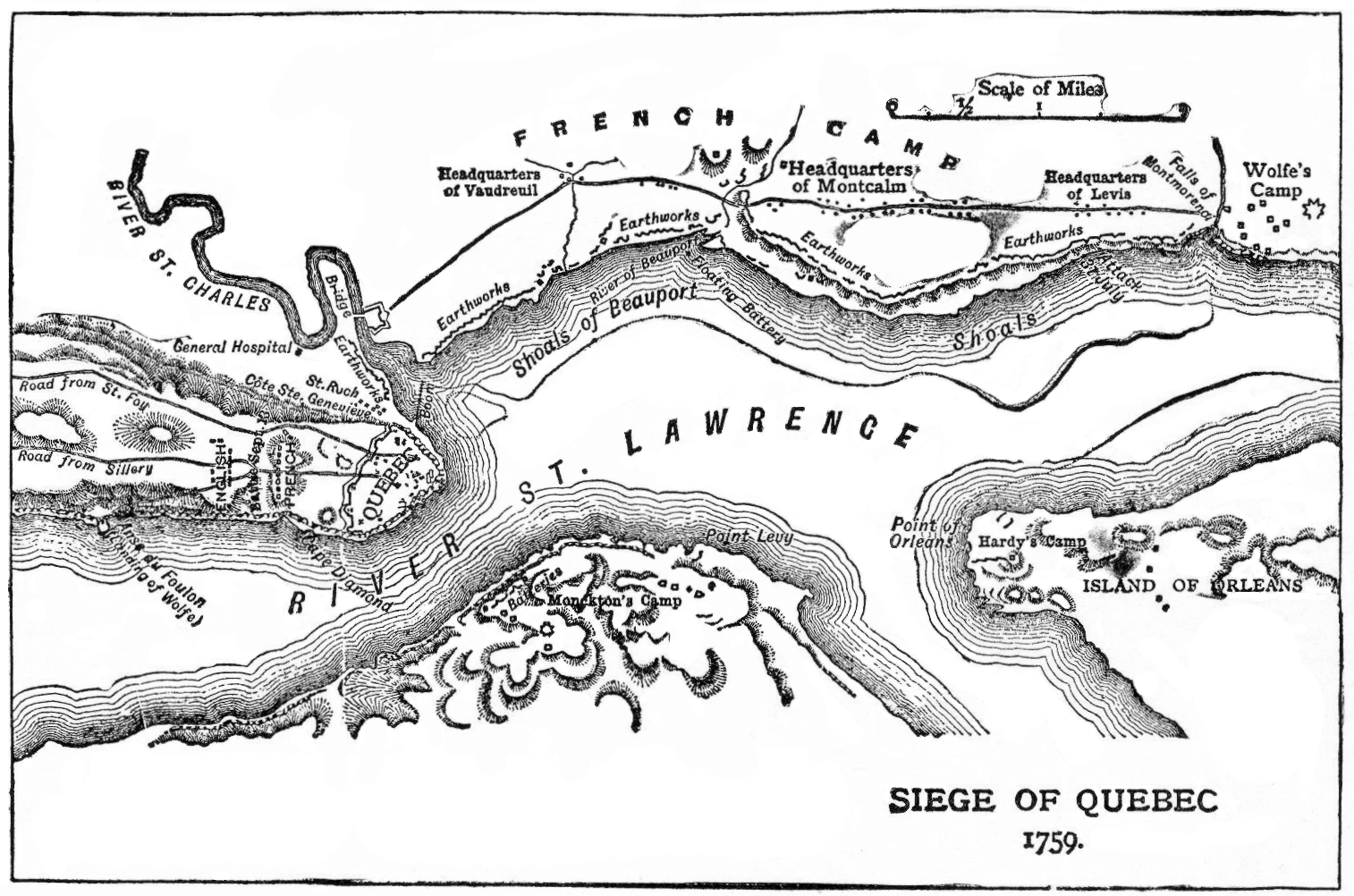
영국군과 프랑스군의 배치를 보여주는 퀘벡 시 지역의 지도

1758년 1월 23일, 울프는 준장으로 승진했고, 제프리 애머스트 장군과 함께 누벨프랑스의 루이스버그 요새 공략 작전에 파견되었다. 같은 해 6월에 프랑스군은 항복했다.
루이스버그에서의 업적에 주목한 피트는 이듬해 울프를 소장으로 승진시키고, 누벨프랑스의 소재지 퀘벡을 공략할 목적으로 울프를 캐나다 원정군 사령관으로 임명했다. 영국군은 퀘벡을 3개월간 포위했다. 포위 동안 심리적 협박 전술의 하나로서 이후 ‘울프의 매니페스트’로 알려진 서한을 울프는 퀘벡 시민들에게 공개했다. 1759년 3월 여단이 퀘벡에 도착하기에 앞서 울프는 애머스트에게 다음과 같은 편지를 썼다.
| “ | 만약 강을 항행 중에 적의 저항이나, 질병, 또는 군대의 학살 또는 어떤 다른 이유이건, 퀘벡은 우리 손에 떨어질 것(물론 끝까지 가봐야 알겠지만)이라는 것을 알기에 나는 도시를 포격해서, 식량, 가옥, 가축을 몽땅 불태우자고 제안합니다. 가능한 많은 캐나다 사람들을 유럽으로 돌려보내기 위해, 기근과 폐허를 내 뒤에 남겨두기 위해서 말입니다. 우리의 깡패들에게 약간은 신사다운 전쟁의 방법도 가르쳐 두지 않으면 안 됩니다. | ” |

### 전투

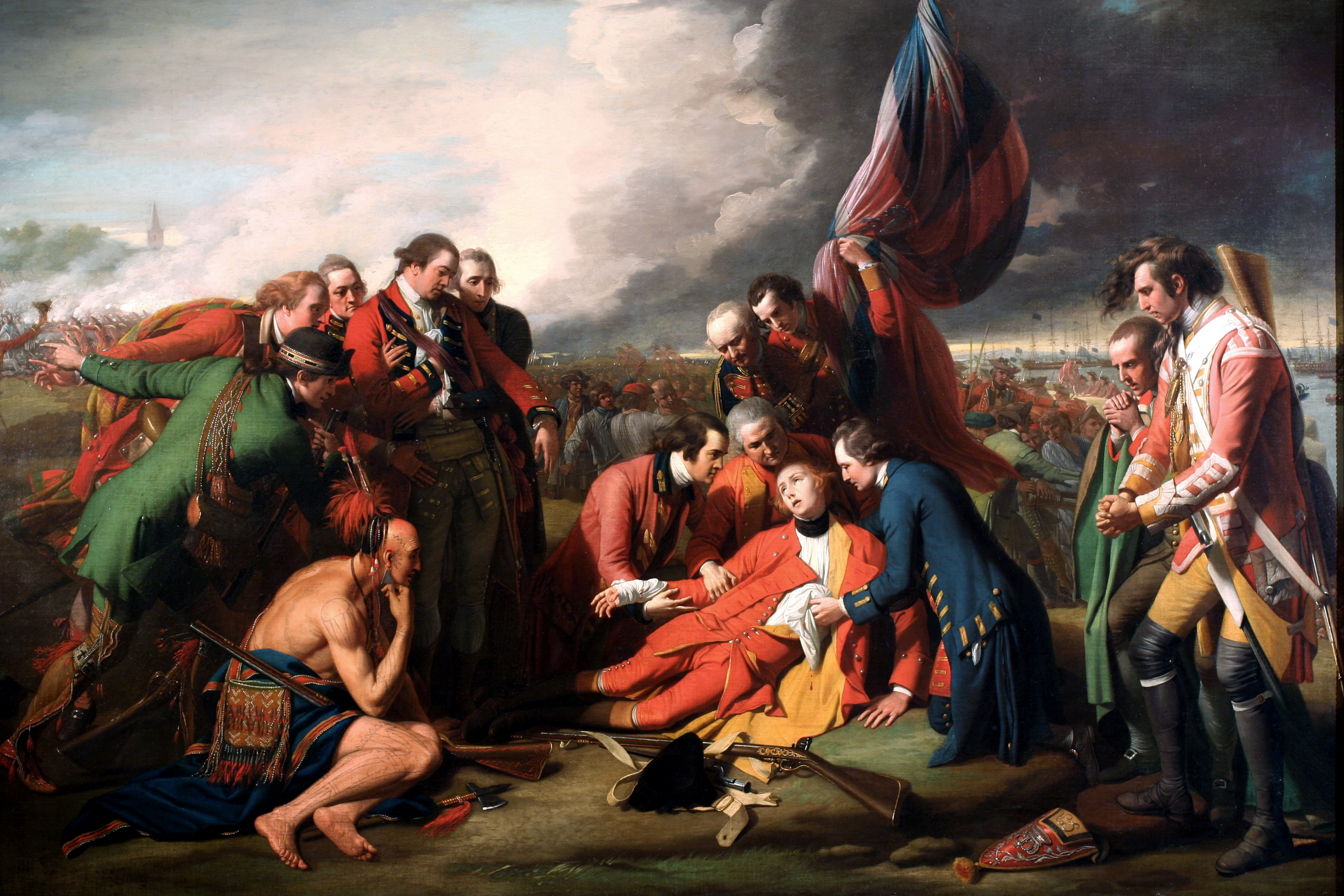
울프 장군의 죽음 by 벤자민 웨스트

세인트로렌스강 건너편 곶에 쌓은 포대에서 철저한 퀘벡 시내에 포격을 계속하고, 서쪽의 가파른 절벽에서 대담하고 위험한 상륙 작전을 울프가 지휘했다. 1759년 9월 13일 새벽 울프 부대는 작은 포 2문을 들고 절벽一요지 위, 퀘벡을 직접 내려다보는 고지에 진을 쳤다. 그 절벽에서 등반은 불가능하다고 생각했던 캐나다 방위군 총사령관 몽칼름 백작이 이끄는 프랑스군을 경악시켰다. 프랑스군은 그 언덕에서의 포격이 시작되자 성벽이 결국 버티지 못한다고 판단하고 아브라함 평원 전투로 결전에 나섰다. 프랑스 군은 패배했지만 울프는 가슴에 총을 맞아 전투가 끝나기 직전에 전사했다. 울프는 “적이 도망갑니다”라는 보고를 듣고 영국군의 승리가 확정된 것에 만족하고 죽은 것으로 알려져 있다. 아브라햄 평원 전투는 양군의 총사령관이 함께 전사한 것으로 알려져 있다. 몽칼름도 다음날 부상을 입고 세상을 떠났다. 퀘벡 공략전에서 승리를 거두고, 이겨서 이듬해에는 영국군이 몬트리올 도착하였다. 몬트리올 함락으로 북미에서 프랑스의 지배는 루이지애나와 생피에르 미클롱을 제외하고 끝을 고했다.

## 인물
울프는 자기에게도, 타인에게도 엄격한 것으로 알려져 있었다. 병이 잘 걸리는 튼튼한 체질이 아니었음에도 불구하고 활동적이고, 휴식을 모르는 사람이었다. 애머스트는 울프가 어느 곳에서나, 언제든지 나타난다고 보고를 할 정도였다. 궁정에서 이 젊은 준장이 머리가 이상하다고 어떤 인물이 단정했는데, 조지 2세는 이렇게 반박했다. “울프가 미쳤다고? 그렇다면 울프가 우리 장군들 중 일부를 물고 가버렸으면 좋겠군!” 당시 영국 육군의 고급 장교는 실적이 아니라 연고 합병에 의해 지위를 얻은 귀족들이 많았다. 이 국왕의 농담은 울프와 늑대를 비유하는 동시에 울프의 눈부신 활약을 인용하는 것이다.

## 같이 보기
- 단풍잎이여 영원하라